# Пони (округ, Небраска)
Округ По́ни (англ. Pawnee County) — округ, расположенный в штате Небраска (США) с населением в 2773 человека по статистическим данным переписи 2010 года. Столица округа находится в городе Пони-Сити.

## История
Округ Пони был образован в 1854 году и получил своё наименование по названию проживавшего на этой территории индейскому племени пауни.

## География
По данным Бюро переписи населения США округ Пони имеет общую площадь в 1121 квадратный километр, из которых 1119 кв. километров занимает земля и 2 кв. километра — вода. Площадь водных ресурсов округа составляет 0,32 % от всей его площади.

### Соседние округа
- Ричардсон (Небраска) — восток
- Джонсон (Небраска) — север
- Гейдж (Небраска) — запад
- Немахо (Небраска) — северо-восток
- Немахо (Канзас) — юго-восток
- Маршалл (Канзас) — юго-запад

## Демография
По данным переписи населения 2000 года в округе Пони проживало 3087 человек, 850 семей, насчитывалось 1339 домашних хозяйств и 1587 жилых домов. Средняя плотность населения составляла 3 человека на один квадратный километр. Расовый состав округа по данным переписи распределился следующим образом: 98,87 % белых, 0,19 % коренных американцев, 0,26 % азиатов, 0,65 % смешанных рас, 0,03 % — других народностей. Испано- и латиноамериканцы составили 0,68 % от всех жителей округа.
Из 1339 домашних хозяйств в 24,40 % — воспитывали детей в возрасте до 18 лет, 54,80 % представляли собой совместно проживающие супружеские пары, в 5,60 % семей женщины проживали без мужей, 36,50 % не имели семей. 32,90 % от общего числа семей на момент переписи жили самостоятельно, при этом 20,20 % составили одинокие пожилые люди в возрасте 65 лет и старше. Средний размер домашнего хозяйства составил 2,27 человек, а средний размер семьи — 2,86 человек.
Население округа по возрастному диапазону по данным переписи 2000 года распределилось следующим образом: 22,70 % — жители младше 18 лет, 5,10 % — между 18 и 24 годами, 21,00 % — от 25 до 44 лет, 24,20 % — от 45 до 64 лет и 27,10 % — в возрасте 65 лет и старше. Средний возраст жителей округа составил 46 лет. На каждые 100 женщин в округе приходилось 92,50 мужчин, при этом на каждых сто женщин 18 лет и старше приходилось 91,30 мужчин также старше 18 лет.
Средний доход на одно домашнее хозяйство в округе составил 29 000 долларов США, а средний доход на одну семью в округе — 36 326 долларов. При этом мужчины имели средний доход в 24 770 долларов США в год против 17 976 долларов США среднегодового дохода у женщин. Доход на душу населения в округе составил 16 687 долларов США в год. 6,80 % от всего числа семей в округе и 11,00 % от всей численности населения находилось на момент переписи населения за чертой бедности, при этом 13,60 % из них были моложе 18 лет и 11,80 % — в возрасте 65 лет и старше.

## Основные автодороги
- Автомагистраль 4
- Автомагистраль 8
- Автомагистраль 50
- Автомагистраль 65
- Автомагистраль 99
- Автомагистраль 105

## Населённые пункты

### Города и деревни
- Берчард
- Ду-Бойс
- Льюистон
- Пони-Сити
- Стейнойер
- Тейбл-Рок